# Аннино (Рузский городской округ)
Аннино — село в Рузском районе Московской области, входящее в сельское поселение Колюбакинское.

## Население
| 2002 | 2006 | 2010 |
| ---- | ---- | ---- |
| 27   | ↘24  | ↘22  |

Население — 22 чел. (2010). В селе действует церковь Иконы Божией Матери Знамение 1690 года постройки, частично сохранилась усадьба Милославских конца XVIII века Аннино.

## География
Село расположено в центральной части района, примерно в 11 километрах на северо-восток от Рузы, на левом берегу запруженной реки Переволочня (левый приток Озерны), высота центра над уровнем моря 232 м. Ближайшие населённые пункты — Стрыгино на противоположном берегу реки и Петряиха — в 2 км на север.

## История
Есть мнение, что село уже существовало в 1368 году и носило название Вельяминово (от фамилии владельца — московского тысяцкого, Василия Васильевича Вельяминова), позже, в XVI веке, селом владел дьяк Елизар Цыплятев, затем — Бельские. В 1656 году село передаётся в вотчину Милославским (по окладным книгам Патриаршего приказа за 1656 год — село Знаменское, что было Аннино), в 1690 году Милославскими построено современное здание церкви. С 1746 года селом владел некий Михаил Савин, открывший шелковую мануфактуру, с 1770 года майор Белавин, затем генерал-поручик Херасков, брат поэта Хераскова. Тогда же, в конце XVIII века была построена усадьба, от которой сохранился главный дом.
В 1954—1994 годах Аннино входило в Барынинский с/с, в 1994—2006 годах — в состав Барынинского сельского округа